# Michael Knipper
Michael Knipper (* 1967) ist ein deutscher Medizinhistoriker.

## Leben
Knipper studierte Medizin an der Rheinischen Friedrich-Wilhelms-Universität Bonn und der Universität Oviedo. 1996/97 arbeitete er in der Kinder- und Jugendmedizin in Mechernich. Im Deutschen Akademischen Austauschdienst betrieb er von 1997 bis 1999 ethnomedizinische Feldforschung in Ecuador. Er war seit 2000 wissenschaftlicher Mitarbeiter am Medizinhistorischen Institut der Universität Bonn und 2001/02 in der tropenmedizinischen Ambulanz vom Universitätsklinikum Düsseldorf. Im Mai 2003 ging er an das Institut für Geschichte der Medizin der Justus-Liebig-Universität Gießen. Im Erasmus-Programm war er 2004 und 2005 Gastdozent an der Universität Granada. Im WS 2010/2011 habilitierte er sich für Geschichte, Anthropologie und Ethik der Medizin.
Im Bereich medizinische Ausbildung und interkulturelle Kompetenz koordiniert er seit 2009 die Hochschulpartnerschaft mit der Päpstlichen Katholischen Universität von Ecuador und der Universidad Nacional Mayor de San Marcos.
2014 erhielt Knipper den Ars legendi-Fakultätenpreis für Medizin.

## Schriften
- Krankheit, Kultur und medizinische Praxis. Eine medizinethnologische Untersuchung zu „mal aire“ im Amazonastiefland von Ecuador. Münster (Westfalen) 2003. GoogleBooks
- Indianische Heilkunde im politischen Raum. Die Entwicklung der „traditionellen Medizin“ in Ecuador um die Wende zum 21. Jahrhundert, in: Christian Büschges und Joanna Pfaff-Czarnecka (Hg.): Die Ethnisierung des Politischen. Identitätspolitiken in Lateinamerika, Asien und den USA. Campus (Historische Politikforschung), Bd. 12 (2007), S. 216–247
- Migration und Gesundheit. Konrad-Adenauer-Stiftung, Sankt Augustin 2009. GoogleBooks
- Antropología y »crisis de la medicina«: el patólogo M. Kuczynski-Godard (1890-1967) y las poblaciones nativas en Asia Central y Perú. DYNAMIS. Acta Hispanica ad Medicinae Scientiarumque Historiam Illustrandam 29 (2009), S. 97–121
- mit Yasar Bilgin: Medizin und Ethnisch-Kulturelle Vielfalt – Migration und andere Hintergründe. Deutsches Ärzteblatt 107 (2010), S. 76–79

## Auszeichnungen
- GEFFRUB-Preis der Gesellschaft von Freunden und Förderern der Rheinischen Friedrich-Wilhelms-Universität Bonn (2002, Auszeichnung der Dissertation)
- Dr.-Herbert-Stolzenberg-Preis der Justus-Liebig-Universität Gießen (2006)